# Pediomys
Pediomys is een geslacht van uitgestorven buideldierachtigen en het naamgevende geslacht van de familie Pediomyidae. Dit dier leefde in het Laat-Krijt in Noord-Amerika. 
Pediomys was in het Campanien en Maastrichtien wijdverspreid over Noord-Amerika met vondsten van Alaska via de Great Plains tot het noorden van Mexico. Fossielen van zijn gevonden in de Lance Creek-, Hell Creek-, Fox Hills-, Judith River-, Scollard-, Frenchman-, Ravenscrag-, Prince Creek-, North Horn-, El Gallo- en Cerro del Pueblo-formatie in de Verenigde Staten, Canada en Mexico.